# محوطه کاسه کران ۴
محوطه کاسه کران ۴ مربوط به عصر آهن - دوره اشکانیان است و در شهرستان گیلانغرب، بخش مرکزی، دهستان چله، شمال روستای کاسه کران واقع شده و این اثر در تاریخ ۲۶ اسفند ۱۳۸۷ با شمارهٔ ثبت ۲۵۷۵۹ به‌عنوان یکی از آثار ملی ایران به ثبت رسیده است.